# Otto Funke (Mediziner)

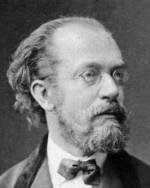
Otto Funke

Otto Funke (* 27. Oktober 1828 in Chemnitz; † 17. August 1879 in Freiburg i. Br.) war ein deutscher Physiologe.

## Leben
Funke studierte von 1846 bis 1851 in Leipzig und Heidelberg. 1852 wurde er zum Privatdozent für Physiologie in Leipzig habilitiert. An der Universität Leipzig wurde er 1853 außerordentlicher, 1856 ordentlicher Professor für physiologische Chemie. Ab 1860 war er Professor der Physiologie und Zoologie an der Universität Freiburg. Seit 1858 war er Mitglied der Königlich Sächsischen Gesellschaft der Wissenschaften.
Funke gelang es 1851 erstmals, Blut zu kristallisieren („Funkesche Kristalle“). Dies war eine Vorstufe zur Entdeckung des Hämoglobins durch Felix Hoppe-Seyler. Er forschte auch zur Wirkungsweise der Pfeilgifte (Curare), zur Blutbildung in der Milz und auf vielen anderen physiologischen Gebieten.

## Werke
- Funke, Otto (1851). Ztschr.f. rat. Med., N. F. 1, 172.
- Lehrbuch der Physiologie (7. Aufl. von Grünhagen, Hamburg 1884)
- Atlas der physiologischen Chemie (Leipzig 1853, 2. Aufl. 1858), Supplement zu Lehmanns Lehrbuch der physiologischen Chemie
- Kapitel über den Tastsinn und die Gemeingefühle. In: Hermanns Handbuch der Physiologie (Bd. 3, Leipzig 1880)